# بالتساژوویتسه
بالتساژوویتسه (به لهستانی:  Balcarzowice) یک روستا در لهستان است که در گمینا اویازد (استان اوپوله) واقع شده‌است. بالتساژوویتسه ۲۵۰ نفر جمعیت دارد.